# Schottische Futsalnationalmannschaft
Die schottische Futsalnationalmannschaft ist eine repräsentative Auswahl schottischer Futsalspieler. Die Mannschaft vertritt den schottischen Fußballverband bei internationalen Begegnungen.

## Abschneiden bei Turnieren
Die schottische Nationalmannschaft nimmt seit 1983 am internationalen Spielbetrieb teil. Das erste Länderspiel absolvierte die Mannschaft am 16. Juli 1983 gegen England. Erstmals an einer Qualifikation nahm die Mannschaft für die EM 2016 teil. Dort blieb man allerdings ohne Punktgewinn in der Qualifikationsgruppe hinter Armenien, Schweden und Israel.

### Futsal-Weltmeisterschaften
- 1989 bis 2016 – nicht teilgenommen

### Futsal-Europameisterschaften
- 1996 bis 2014 – nicht teilgenommen
- 2016 bis 2018 – nicht qualifiziert